# Труд Тридцати
Труд Тридцати́ — посёлок в Ртищевском районе Саратовской области, входит в состав Урусовского муниципального образования.

## География
Посёлок находится на расстоянии примерно 4 км (по прямой) к северо-западу от города Ртищево, административного центра района.

## История
Посёлок основан в 1931 году. Входил в состав совхоза «Выдвиженец».

## Население
| 2010 |
| ---- |
| 3    |

### Национальный состав
Согласно результатам переписи 2002 года, в национальной структуре населения русские составляли 100 % из 4 чел.